# Hamlin Garland
Hannibal Hamlin Garland (West Salem, 14 settembre 1860 – Hollywood, 4 marzo 1940) è stato un romanziere e saggista statunitense.
Egli è noto per la narrativa descrivente il duro lavoro nelle fattorie del Midwest americano.

## Biografia
Nato a West Salem nel Wisconsin, Garland trascorse gran parte della sua giovinezza nelle fattorie del Midwest, stabilendosi poi a Boston nel 1884 per intraprendere una carriera da scrittore. Il suo primo successo lo conseguì nel 1891 con la pubblicazione di Main-Traveled Roads, una raccolta di racconti ispirati al tempo in cui visse in campagna. Scrisse una biografia di Ulysses S. Grant pubblicandola prima a puntate sul McClure's Magazine per poi presentarla in un libro nel 1898. In questo stesso anno, Garland raggiunse lo Yukon per seguire le vicende della corsa all'oro del Klondike che gli ispirarono la scrittura di The Trail of the Gold Seekers pubblicato nel 1899. In seguito, Garland visse per uin certo tempo in una fattoria sita tra Osage e St. Ansgar nello Iowa. Gran parte dei suoi scritti si basano sulle vicende di questo periodo della sua vita.
Garland nel 1917 pubblicò la sua autobiografia dal titolo A Son of the Middle Border. Il successo ottenuto dal libro spinse Garland a scriverne un seguito con il libro A Daughter of the Middle Border, con cui vinse nel 1922 il Premio Pulitzer per la biografia e autobiografia. Dopo altri due volumi, Garland iniziò una seconda serie di memorie basate sui suoi diari.
Dopo essersi trasferito a Hollywood nel 1929, Garland si dedicò allo studio dei fenomeni parapsicologici, un interesse che risaliva al 1891. Nel suo ultimo libro, The Mystery of the Buried Crosses (1939), egli prese posizione a favore di tali fenomeni e a sostegno della legittimità dei medium.
Garland morì all'età di 79 anni e fu sepolto nel Neshonoc Cemetery di West Salem, Wisconsin.
La casa natale di Hamlin Garland a West Salem è un sito storico.

## Opere principali
- Main-Travelled Roads (1891)
- The Spirit of Sweetwater (1898)
- Ulysses S. Grant: His Life and Character (1898)
- A Son of the Middle Border (1917)
- A Daughter of the Middle Border (1921)
- Roadside Meetings (1930)
- Companions on the Trail (1931)
- My Friendly Contemporaries (1932)
- Afternoon Neighbors (1934)

## Traduzioni in italiano
- Strade maestre  (1965)  Vicenza: Neri Pozza
- Amore è una strada secondaria (2017), Elliot Edizioni
- Racconti dal Mississippi (2018), D Editore
- Racconti dal Dakota (2019), D Editore
- Moccasin Ranch (The Moccasin Ranch, 1909), Mattioli 1885, Fidenza 2019 traduzione di Livio Crescenzi e Marta Viazzoli ISBN 978-88-6261-689-8

## Filmografia
- Hesper of the Mountains, regia di Wilfrid North - romanzo (1916)
- The Captain of the Gray Horse Troop, regia di William Wolbert (1917)
- Money Magic, regia di William Wolbert - romanzo (1917)
- Cavanaugh of the Forest Rangers, regia di William Wolbert - romanzo (1918)
- Ranger of the Big Pines, regia di William S. Van Dyke - romanzo (1925)